# 1,1,1-triclorononano
El 1,1,1-triclorononano, llamado también cloroformo de octilo, es un compuesto orgánico de fórmula molecular C9H17Cl3. Su estructura corresponde a una cadena carbonada lineal de nueve átomos de carbono en donde hay tres átomos de cloro unidos a uno de los carbonos terminales.

## Propiedades físicas y químicas
El 1,1,1-triclorononano es un compuesto que solidifica a 13 °C y hierve 250 °C, siendo ambos valores estimados. Tiene una densidad mayor que la del agua, ρ = 1,079 g/cm³.
El valor calculado del logaritmo de su coeficiente de reparto, logP = 5,82, indica que es mucho más soluble en disolventes apolares —como el 1-octanol— que en disolventes polares.
En agua es prácticamente insoluble,.

## Síntesis
El 1,1,1-triclorononano se prepara por telomerización de 1-octeno con cloroformo en argón a 60 °C durante 10 horas. La reacción es iniciada con percarbonato de di(p-terc-butilciclohexilo).
Dicha telomerización también se puede llevar a cabo con peróxido de benzoílo a 80 - 92 °C.
En otro método de síntesis similar, se mezcla cloroformo con acetona y se inicia la reacción con acetato de manganeso (III) finamente dividido. 
El rendimiento en la preparación de 1,1,1-triclorononano aumenta al 72% cuando se agrega acetato de sodio anhidro a una mezcla de cloroformo, 1-octeno y perbenzoato de terc-butilo; en este caso, la reacción tiene lugar a 130 °C.

## Usos
El 1,1,1-triclorononano puede transformarse en 1,1-diclorononano por reducción con isopropanol y decacarbonilo de dimanganeso. La tasa de conversión a 120 °C después de 3 horas es del 68%.
Por otra parte, tratando 1,1,1-triclorononano con hexacarbonilo de molibdeno a 140 - 145 °C se obtiene 1,1-dicloro-1-noneno con un rendimiento del 81%.